# 鳴門市林崎小学校
鳴門市林崎小学校（なるとし はやさきしょうがっこう）は、徳島県鳴門市撫養町立岩にある公立小学校。

## 沿革
- 1874年 - 弁天小学校を創設。
- 1889年 - 林崎尋常小学校と改称。
- 1941年 - 板野郡撫養町林崎国民学校と改称。
- 1947年 - 鳴南市林崎小学校と改称。その後、鳴南市から鳴門市に改称された為、鳴門市林崎小学校となる。

## 校歌
- 作詞：寄藤好実
- 作曲：小串伸太郎
- 1915年（大正4年）6月制定

## 通学区域が隣接している学校
- 鳴門市里浦小学校
- 鳴門市撫養小学校
- 鳴門市桑島小学校
- 鳴門市鳴門西小学校 （海を挟んで隣接。）